# Blå tiger
Blå tiger (tjekkisk：Modrý tygr）er en tjekkisk film fra 2012 instrueret af Petr Oukropec og Bohdan Sláma. Manuskriptet er skrevet af Tereza Horváthová og Petr Oukropec. Filmen havde premiere den 23. februar 2012.
Ved den tjekkiske prisuddeling Český lev i 2013 blev filmen nomineret i to kategorier: Bedste kvindelige birolle og Bedste Design Achievement.

## Medvirkende
| Skuespiller                | Rolle                        |
| Linda Votrubová            | Johanka                      |
| Jakub Wunsch               | Matyáš                       |
| Bára Hrzánová              | Žofie Geržová, matka Johanky |
| Jan Hartl                  | pan Kytka, otec Matyáše      |
| Daniel Drewes              | starosta                     |
| Lenka Vychodilová          | Saň                          |
| Stanislav Pitoňák          | Kráčmera                     |
| Anna Polívková             | TV redaktorka                |
| Jan Vondráček              | architekt                    |
| Hynek Čermák               | holohlavý učitel             |
| Martin Myšička             | muž v ponožkách              |
| Libuše Havelková           | babička Aničky               |
| René Přibil                | ředitel školy                |
| Petra Lustigová            | hodná učitelka               |
| Radim Vašinka              | Podléška                     |
| Zuzana Onufráková          | elegantní blondýna           |
| Jana Břežková              | paní s brýlemi               |
| Alena Procházková          | sekretářka                   |
| Magdalena Zimová           | pošťačka                     |
| Václav Neužil              | kolportér                    |
| Jana Drbohlavová           | paní s psíčkem               |
| Vlastimil Kaňka            | Lukeš                        |
| Daniela Vorackova          | učitelka                     |
| Jiří Černý                 | TV osvětlovač                |
| Jiří Zeman                 | TV kameraman                 |
| Gabriela Míčová            | paní Kráčmerová              |
| Roman Mrázik               | vrchní strážník              |
| Vojtěch Švejda             | strážník                     |
| Jiří Maryško               | lepič plakátů                |
| Mojmír Maděrič             | Brokl                        |
| Tomáš Jeřábek              | pán s bulterierem            |
| Kryštof Rímský             | majitel volva                |
| Mirka Paťková              | studentka                    |
| Eva Burešová               | studentka                    |
| Jiří Šmíd                  | zelinář                      |
| Jaromír Soušek             | obchodník                    |
| Lukáš Příkazský            | dopravák                     |
| Jan Kalivoda               | strážník                     |
| Martin Foltýn              | docent                       |
| Anna Čtvrtníčková          | Anička                       |
| Tereza Bočková             | spolužačka                   |
| Štěpán Mikoláš             | Šmíd                         |
| Jan Maršál                 | Zalabák                      |
| Valerie Rosa Hetzendorfová | Kráčmerka                    |

## Personel
- Instruktør: Petr Oukrope og Bohdan Sláma
- Scenografi: Tereza Horváthová、Petr Oukropec
- Producerere: Milan Kuchynka、Meike Martens、Silvia Panaková、Pavel Strnad
- Musik: Jakub Kudlác、Markus Aust
- Fotografering: Klaus Fuxjäger
- Klip: Jakub Hejna
- Lyd: Jan Čeněk
- Casting: Kristin Diehle